# Coldstream River (Huskisson River)
Der Coldstream River ist ein Fluss im Nordwesten des australischen Bundesstaates Tasmanien.

## Geografie

### Flusslauf
Der fast dreizehn Kilometer lange Fluss entspringt rund sechs Kilometer südlich der Kleinstadt Waratah und fließt nach Süden  Er bildet etwa fünf Kilometer östlich des Mount Ramsay zusammen mit dem Hatfield River den Huskisson River.

### Nebenflüsse mit Mündungshöhen
- Hay Creek – 359 m[1]